# Sommer-Paralympics 2024/Teilnehmer (Guinea-Bissau)
| stlisierte Goldmedaille | stlisierte Silbermedaille | stlisierte Bronzemedaille |
| ----------------------- | ------------------------- | ------------------------- |
| —                       | —                         | —                         |

Guinea-Bissau entsandte für die Paralympischen Spiele 2024 in Paris zwei Leichtathleten.

## Teilnehmer

### Leichtathletik
| Athleten                                          | Klassifizierung | Wettbewerb | Vorlauf/Vorkampf        | Vorlauf/Vorkampf        | Halbfinale    | Halbfinale    | Finale        | Finale        | Rang |
| Athleten                                          | Klassifizierung | Wettbewerb | Zeit                    | Rang                    | Zeit          | Rang          | Zeit          | Rang          | Rang |
| ------------------------------------------------- | --------------- | ---------- | ----------------------- | ----------------------- | ------------- | ------------- | ------------- | ------------- | ---- |
| Frauen                                            |                 |            |                         |                         |               |               |               |               |      |
| Na Brinbamde Domingas (Begleiter: Klisman Semedo) | T11             | 100 m      | disqualifiziert (R19.4) | disqualifiziert (R19.4) | ausgeschieden | ausgeschieden | ausgeschieden | ausgeschieden | —    |
| Männer                                            |                 |            |                         |                         |               |               |               |               |      |
| Mama Saliu Bari (Begleiter: Klisman Semedo)       | T11             | 100 m      | 12,69 s (SB)            | 17                      | ausgeschieden | ausgeschieden | ausgeschieden | ausgeschieden | 17   |

SB: Persönliche Saisonbestleistung
R19.4: Begleiter vor dem Athleten eingelaufen